# コムキエ
コムキエ （Commequiers）は、フランス、ペイ・ド・ラ・ロワール地域圏、ヴァンデ県のコミューン。

## 城
囲い地の最初の場所がどこであったかは不明である。現在のヴァンデ北部に勢力を伸ばしていたトゥアール子爵の主導で建てられている。15世紀半ばから16世紀初めにかけてサレルテーヌの白い石を用いて建てられ、1628年にリシュリュー枢機卿の命令で解体された。同じ時代にこの地域の城は同様に解体されている。ユグノーのスービーズ公バンジャマン・ド・ロアン（fr）がノートル・ダム・ド・リエおよびサン・ジル・シュル・ヴィで敗れた6年後のことだった。その後は、かつて新教徒の領主だったラ・トレモイユ家が所有した。

## 人口統計
| 1962年 | 1968年 | 1975年 | 1982年 | 1990年 | 1999年 | 2008年 | 2013年 |
| ------ | ------ | ------ | ------ | ------ | ------ | ------ | ------ |
| 1832   | 1719   | 1701   | 1862   | 2053   | 2297   | 2799   | 3238   |

参照元:1962年から1999年までは複数コミューンに住所登録をする者の重複分を除いたもの。それ以降は当該コミューンの人口統計によるもの。1999年までEHESS/Cassini、2004年以降INSEE。

### ノート
1. ↑  Réélu en 2008 et 2014.